# Tülin Sezgin
Tülin Sezgin (* 26. Januar 1988 in West-Berlin) ist eine deutsche Webvideoproduzentin, Comedienne und frühere Beamtin. Bekannt wurde sie als sogenannte Amtsfluencerin unter dem Pseudonym Conny from the Block.

## Leben
Sezgin wuchs in Berlin-Neukölln als Kind türkischer Eltern auf und besuchte das Albert-Einstein-Gymnasium, wo sie 2007 das Abitur erwarb. Ab 2009 absolvierte sie eine Ausbildung zur Hotelfachfrau im Estrel Hotel. Anschließend arbeitete sie im Waldorf Astoria Berlin, als Stewardess bei Air Berlin und als Eventmanagerin wieder im Estrel.
Ab 2016 studierte Sezgin Öffentliche Verwaltung an der Hochschule für Wirtschaft und Recht Berlin und erhielt ein Stipendium der Stiftung Begabtenförderung berufliche Bildung. Im Mai 2020 trat sie eine Stelle im Recruiting des Bezirksamtes Berlin-Neukölln an, war im Rahmen ihres Studiums dort bereits als Werkstudentin tätig. Parallel setzte sie ihr Master-Studium fort.
Zu Beginn des Jahres 2023 entschied sie sich, den Beamtenstatus zu Gunsten ihrer Tätigkeit als Comedienne aufzugeben und trat im folgenden Herbst erstmals aus der Anonymität heraus, eröffnete einen zweiten Instagram-Kanal unter ihrem bürgerlichen Namen. Sie war 2024 Jurymitglied für den Preis für gute Verwaltung. Sezgin positionierte sich mehrfach gegen die AfD und warnte vor deren rassistischer Politik.
Zeitweise nutzte sie als Pseudonym auch den Namen Esra Duman.

## Conny from the Block
In ihrer Position als Beamtin begann Sezgin 2020 unter dem Pseudonym Conny from the Block den Alltag in der öffentlichen Verwaltung auf Social-Media-Kanälen zu persiflieren, wobei sie zur Wahrung ihrer Anonymität Filter verwendet und auf diese Weise verschiedene stereotype Rollen einnimmt. Der Instagram-Kanal hat über 278.000 Abonnenten (Stand: 15. Januar 2025). Ähnlich der früheren Sitcom-Serie Das Amt behandelt Sezgin Themen wie überbordende Bürokratie, den Umgang mit Bürgern, Digitalisierung, Monotonie, Diversität sowie kulturelle und soziale Unterschiede in Ämtern.
Die Kollegen der Kunstfigur Conny sind in ihren Videos hauptsächlich:
- Tief-einatmen-Petra
- Gegen-alles-Gisela
- Kussi-Doris
- Küken-Dilara
- Du-bist-der-Change-Ronja

Später kamen u. a. die Figuren Azubi Orkan und Melissa-Shanice hinzu.
Inzwischen nutzt Sezgin ihre Reichweite als Conny freiberuflich auch, um für Tätigkeiten im Öffentlichen Dienst zu werben. Sie betont insbesondere, dass sich die Werteorientierung der Generation Z vielfach mit der Arbeitsorganisation der Ämter deckt. Im September 2024 wirkte sie außerdem an der Folge Bürokratie-Blackout: Was tun gegen den Verwaltungskollaps? von Reschke Fernsehen mit.
Seit 2022 tourt sie als Comedienne durch Deutschland.  Im März 2024 trat sie in einer Folge des ZDF Magazin Royale auf. November 2024 trat sie in einer Folge von Genial daneben auf.
Ihr Buch Da bin ick nicht zuständig, Mausi erschien 2023.

## Veröffentlichungen
- Da bin ick nicht zuständig, Mausi. dtv, München 2023, ISBN 978-3-423-21878-8.